# Xã Denver, Quận Newaygo, Michigan
Xã Denver (tiếng Anh: Denver Township) là một xã thuộc quận Newaygo, tiểu bang Michigan, Hoa Kỳ. Năm 2010, dân số của xã này là 1.928 người.